# Дядо Влайчо
Влайо Жечев Господинов, познат сред народа като Дядо Влайчо, е български пророк. Известен е с това, че помага безусловно на хората, и поради това е наречен „безсребърникът“.

## Жизнен път
Роден е на големия християнски празник Успение Богородично, на 15 август 1894 г. в село Коньово, Новозагорско. Майка му била „отворена към световете“. Когато на малкия Влайчо му се явяват тъмни духове, тя ги отпъждала. Той е едва 6-годишен, когато, издъхвайки, неговата майчица сочи иконата на Христос: „… на него те оставям, върви по неговия път“. И той тръгва по най-трудния път. Различен, не играе с другите деца.
Първото си видение получава на 10-годишна възраст: „Пасях воловете в гората и видях война. Прибрах се в селото и казах, а те не ми вярват. Казват ми: „Много знаеш...“ – пише в спомените си самият той. Усъмняват се съселяните му в Коньово, когато година по-късно избухва Балканската война, сещат се за него и почват да го търсят. Пророкува и на бойното поле, където отива като доброволец през 1916 г., но отказва да носи пушка и да стреля по врага. Командирът го изпраща в тила, да готви и пренася храната, зачисляват му полковото магаре, но той жалел хайванчето – крачел с храната напред, а магарето вървяло след него.
На 22 – 23 години пуска дълга коса и брада, наподобявайки на вид Исус. Селяните започват да го наричат „Чичо Влайчо“. Обикалял из страната и казвал кой от мъжете ще се върне от фронта жив и кой в ковчег.
Втората му майка, от доста богато семейство, решава да го ожени, за да не бъде стар ерген – намира момиче, също от богаташки род и много красиво. Правят сватба 3 дни, но тълпи чакат пред дома му, за да им гледа и той решава да ги приеме, въпреки че се жени. Привиква ги по имена (знае ги, без да познава хората), забелязва в навалицата напет офицер, който подрънква със сабята. Влайчо прочита мислите на този мъж, който е пуснал доста хора пред себе си, редът му е минал отдавна… и разбира тайния замисъл – мъжът иска да види Йорданка за последен път (неин таен обожател). Влайчо се обръща към нея да излезе навън, а офицерът се изчервява, смутен, че тайната му е разгадана, и си тръгва. Когато след сватбата остават насаме с Йорданка, Влайчо ѝ казва: „Ти ми харесваш. Ако искаш да живеем като брат и сестра, остани. Ако не, иди си, няма да ти се сърдя“. След три дена размисъл невестата взима кардинално решение – иска деца. Баща ѝ си я прибира. Влайчо поема по пътя на древноеврейските пророци, като избира безбрачието.
Дарбата му се отключва още по-силно след тежко боледуване през 1920 г. – необикновен сън отвежда духа му в бяла мраморна стая, където го очакват учениците на Господ: „Апостолите ме видяха и ми говориха. Аз чух разговора им. Каза някой от тях: „Ще го върнем на Земята и ще му помагаме, но кой от нас ще бъде?“. Те избраха първомъченик Стефан. И аз тръгнах по същия път“ – разказва Влайчо.
Когато навършва 28 – 29 години, хората започват да се обръщат към него с „Дядо Влайчо“ от уважение към способностите му. В същите години се свързва и с Бялото братство, има и лични срещи с учителя Петър Дънов. Влайчо създава комуна в Коньово, в която хората отглеждат плодове и зеленчуци и не ядат месо. Дава подслон на всеки, в градината приема болните, пристигащи даже от Гърция и Румъния. Те са толкова много, че чакат ред по четири – пет дена.
В продължение на 22 години, докато е отворена Школата, Дядо Влайчо пътува по цяла България, посещава стотици хора от Бялото братство в провинцията и пророкува на хиляди българи, но нито един път не отива на „Изгрева“. Когато накрая отива, Петър Дънов го приема с думите: „Рекох, много късно дойдохте!“ – и си обръща главата встрани. Влайчо казва на другите: „Скоро учителят ще си отиде. Гответе се“. Същата година Петър Дънов умира.
По това време Влайчо помага на интернирания в региона марксист акад. Тодор Павлов. Няколко пъти ходи при него и прословутият Стою Неделчев (Чочоолу). Дядо Влайчо помага на дейци от съпротивата, но когато те завземат властта след 1944 г., го щамповат като „царски предсказател“, забравят какво е направил за тях и започват да го тероризират.
Жена, при която се укрива, му казва: „Дядо Влайчо, защо така с теб се уважаваме? Като дойдеш, домът ми се огрява сякаш от светлина?“. Той отговаря: „Ти нямаш спомен – с теб някога бяхме богомили. Много ни преследваха и се криехме заедно. Когато ни измъчваха, аз не издържах. Не си довърших мисията“.